# Leon (Sänger)
Leon (* 4. April 1969 in Lippetal als Jürgen Göbel) ist ein deutscher Schlagersänger.

## Geschichte
Seine Karriere begann im Jahr 1996, als er ein Demoband an seine spätere Produzentin Hanne Haller schickte. Kurz darauf trat er mit seiner Single Planet of Blue beim deutschen Vorentscheid zum Eurovision Song Contest 1996 an, den er mit 37,9 % der Stimmen gewann. Zu einer Teilnahme am Finale kam es allerdings nicht, da in diesem Jahr nur 23 der 30 Teilnehmerländer im Finale starten durften und Leons Beitrag in einer vorherigen Juryabstimmung herausselektiert wurde. In Deutschland sorgte dieser Umstand für Kritik bis zur Androhung, als größter Beitragszahler des Eurovision Song Contests diesen zu verlassen, woraufhin die „Big-Five“-Regel eingeführt wurde.
1997 wurde Leon Zweiter der deutschen Vorentscheidung mit seinem Lied Schein (Meine kleine Taschenlampe). In den folgenden Jahren veröffentlichte Leon mehrere Singles sowie Alben und hatte Auftritte in diversen Fernsehsendungen.

## Diskografie

### Alben
- 1996: Leon
- 1998: Einfach Verknallt

### Singles
- 1996: Planet of Blue
- 1996: Loving You
- 1996: Follow Your Heart
- 1997: Schein (Meine kleine Taschenlampe)
- 1998: Hast Du ihn geküsst?
- 1998: Bloß so’n Flirt
- 1999: Mayday Mayday
- 2001: Donde vas
- 2004: Mi Amor
- 2005: C’est passée
- 2006: Den Mond berühr’n
- 2007: Schau in mein Herz
- 2008: Soleil bonjour
- 2009: C’est fini ma chérie